# Fluorescent Adolescent
"Fluorescent Adolescent" is een lied van de Arctic Monkeys en de tweede single van hun album Favourite Worst Nightmare. Het werd op 9 juli 2007 in Groot-Brittannië uitgebracht.
De single behaalde al voordat deze werd uitgebracht de 60e plaats in de UK Singles Chart op basis van het aantal legale downloads. Toen de single verscheen, behaalde hij de vijfde plaats in de UK Singles Chart. In de Nederlandse Mega Top 50 behaalde hij de 37e positie.
Alex Turners voormalige vriendin Johanna Bennett heeft meegeschreven aan het nummer.
Het lied gaat over een adolescente die problemen heeft met volwassen worden, vooral met het hebben van een vaste relatie. Zij denkt telkens terug aan de naughty nights van weleer, die nu ingeruild zijn voor niceness. Haar vriend is weliswaar the best you ever had, maar kan evengoed de drang naar de tijden van weleer niet doen vergeten: nothing seems as pretty as the past though. Zowel de tekst als de melodie van het lied heeft een sterk nostalgische lading.
De bijbehorende clip gaat dan ook over twee jeugdvrienden die elkaar lange tijd niet gezien hebben en dan plots in een vechtpartij tegenover elkaar staan. Alex Turner gaf in een interview aan dat het nummer gaat over personen van zijn oude middelbare school.

## Tracklist
- Cd, 10 inch

1. Fluorescent Adolescent - 2:52
2. The Bakery - 2:53
3. Plastic Tramp - 2:50
4. Too Much to Ask - 3:01

- 7 inch

1. Fluorescent Adolescent - 2:52
2. The Bakery - 2:53

## NPO Radio 2 Top 2000
| Nummer met noteringen in de NPO Radio 2 Top 2000 | '16  | '17  | '18  | '19  | '20  | '21  | '22 | '23  | '24  |
| ------------------------------------------------ | ---- | ---- | ---- | ---- | ---- | ---- | --- | ---- | ---- |
| Fluorescent Adolescent                           | 1234 | 1289 | 1097 | 1295 | 1236 | 1197 | 924 | 1050 | 1226 |

1. ↑  Een vetgedrukt getal geeft de hoogste notering aan.
2. ↑  2016 was het eerste jaar met een notering voor dit nummer.